# Ярлыково (Красноярский край)
Ярлыково — деревня в Назаровском районе Красноярского края России. Входит в состав Краснополянского сельсовета.

## География
Деревня расположена на берегу реки Чулым, на расстоянии 22 км к востоку от Назарово, административного центра района.

## Население
| 2010 |
| ---- |
| 225  |

Гендерный состав
По данным Всероссийской переписи населения 2010 года, в деревне проживало 225 человек (98 мужчин и 87 женщин).